# Porthos
Porthos (Портос) — з 1906 року французький виробник автомобілів. Штаб-квартира розташована в місті Булонь-Біянкур. У 1914 році компанія припинила виробництво автомобілів.

## Йозеф-Ніколас Кіффер-Штар. Заснування компанії
Йозеф-Ніколас Кіффер-Штар народився в березні 1877 року в Холлереху, що в Люксембурзі, в сім'ї ремісника. Незабаром після народження сина сім'я переїздить до Парижа, де він виростає і отримує технічну освіту. У віці 12 років Йозеф побачив на Всесвітній паризькій виставці паровий трицикл Серполле, після чого і зацікавився саморушними екіпажами, наприкінці 90-х XIX століття він взяв участь у спорудженні двотактного ДВЗ. У листопаді 1905 року він разом з Арманом Фаркашем і Мішелем Фаркашем — двома братами з Угорщини засновує в Булонь-Біянкурі фірму Société Générale des Automobiles Porthos. Герой романів Дюма був обраний не випадково, оскільки спочатку Кіффер-Штар і брати Фаркаш задумали створювати великі, масивні і потужні машини. З появою марки Porthos у іншого французького виробника Delaunay-Belleville з'являється досить гідний конкурент як з цінового сегменту, так і за потужністю.
Завод компанії Porthos займав 11000 м2 по вулиці Dome (Дон), Кіффер-Штар, крім іншого, був і шанувальником електрифікації, а тому майже все обладнання заводу працювало завдяки електроприводу, більше того у дворі стояв свій генератор, на той випадок, якщо раптом будуть проблеми з лінією електропередач. Електрифікація підприємства дозволила вистрілити дуплетом відразу за двома зайцям: по-перше, електроприлади більш точно обробляли деталі, по-друге, завдяки тому, що основну роботу робили машини, було потрібно менше робітників, а відповідно заощаджувалися кошти на заробітній платі.

## Початок виробництва автомобілів
Компанія готує свій перший автомобіль — 24/30CV, який оснастили 4-циліндровим якісно зібраним двигуном, об'ємом 4.6 л. Кожен його циліндр мав власний роздільний блок, впускні і випускні клапани приводилися в дію механічним шляхом, в той час часто впускні клапани працювали завдяки розрядженню в циліндрі. Система запалювання мала котушку запалювання, магнето і акумулятор. Магнето і водяний насос примусового охолодження були прикріплені до колінвалу і приводилися в дію від нього. Задній міст був на хитних важелях, з приводними валами до коліс, а не єдиною балкою, як це було прийнято в той час, все це знижувало безпружинну масу і покращувало комфорт пасажирів, колеса автомобіля були швидкознімними з одягненими на них пневматичними покришками фірми Peter-Union, тобто це був міцно збитий, цілком сучасний гравець у вищій лізі французьких автомобілів.
За перший рік виробництва було продано близько 120 автомобілів, цілком пристойну кількість для дорогих і ексклюзивних автомобілів, що тільки з'явилися на ринку пропозицій. У січні 1907 року відбувається додаткове вливання в капітал компанії шляхом продажу додаткових акцій, завдяки чому створюються додаткові моделі. Модельний ряд розбавили 6-циліндровий 50CV з 6.8 л двигуном і 60CV з 8.2 л мотором. Карбюратор цих машин був запатентований, через нього проходив патрубок, охолоджуючий двигун, до цього шлангу були прироблені трубки подачі палива, які йшли від карбюратора до циліндрів. У підсумку виходило, що пальне, яке подавалося, завжди було підігрітим завдяки нагрітій охолоджуючій рідині, що виключало наявність конденсату в паливній суміші (холодне повітря плюс теплий бензин), на виході виходило гарне згоряння суміші в камері згоряння і рівна робота двигуна. Ці автомобілі були настільки ретельно зібрані, що єдиний англійський дилер Marlboro Motor and Accessories Co, який мав ексклюзивне право реалізовувати продукцію цієї французької фірми, давав п'ять років гарантії. Причому кузови в Англії поставлялися фірмою John Croall & Son Ltd з Единбурга, яка в свою чергу була постачальником королівського двору Великої Британії. Завдяки розширенню модельного ряду компанії вдається підняти рівень продажів до позначки в 300 одиниць.
Однак марка була практично невідома за межами Парижа та Лондона, тому для того, щоб ім'я «гриміло», треба було «виходити в люди», тобто брати участь у спортивних змаганнях, які були тоді найкращим лейтмотивом для реалізації продукції. До літа 1907 року фірмою для гонок була підготовлена 6-циліндрова 8.2 л гоночна машина, в червні Еміль Страйкер збирався взяти на ній участь в «Кайзерпрайзі» в горах Таунус, проте так і не стартував. А відвіз тоді приз Кайзера Німеччини Вінченцо Лянча, який виступав на автомобілях марки FIAT, другим був Фрітц фон Опель на марці імені себе, а третім — Люсьєн Хотваст на бельгійському Pipe.
Але в липні того ж року Страйкер нарешті дебютує на новому гоночному 8-циліндровому 11.2-літровому автомобілі Porthos на Гран-прі Франції, організованим Автомобільним клубом Франції, що цього разу проходили в Дьєппі, болід під його управлінням поставив швидкісний рекорд траси, розігнавшись по прямій на одній з ділянок до швидкості в 150 км на годину, проте через поломку рульового управління Страйкер змушений був зійти з четвертого кола гонок. Другий гонщик — Колін Дефрайс, який виступав на менш потужному 6-циліндровому автомобілі, також зійшов із траси, не показавши жодних видатних результатів. А переможцем в цих змаганнях знову став італійський FIAT, тільки цього разу під управлінням Феліче Наццаро (Лянча, що ганяв за FIAT, також зійшов із траси на останньому колі), другим був Ференц Сіс на французькому Renault (угорець Сіс роком раніше виграв найперші гонки серії Гран-прі), і замикаючим в трійці лідерів — Поль Бара на Brasier (тієї марки, яка вела своє походження від Richard-Brasier). Саме з цього змагання національні команди стали фарбувати свої автомобілі в закріплені за країнами кольориу, так італійці стали фарбувати в червоний (Россо Корсо), британці — в їх знаменитий темно-зелений Бритіш Рейсінг Грін (але перші машини забарвлювалися в оливково-зелений), французи — в синій, німці — в білий, бельгійці — в жовтий і т. д., ця гамма протрималася до 30-х, коли змінилося і розфарбування деяких команд. Так в 30-х німці стали фарбувати свої машини в срібний колір, тому вони і називалися «срібними стрілами».
Серійна продукція марки отримує нові кузови, у тому числі серед цікавих інновацій — низько розташовані сидіння, якщо основна маса дорогих автомобілів мала ззаду суцільний диван, то у Porthos були встановлені роздільні сидіння, розраховані для тільки двох пасажирів, а не трьох, причому спинки сидінь були встановлені під нахилом назад. Салони цих автомобілів можна було порівняти з вагоном-купе першого класу якого-небудь експреса. Основна маса автомобілів того часу мали таку форму сидіння, що ноги пасажирів ледве діставали до підлоги, тобто сиділи люди, як на стільці, а тут можна було спокійно витягнути ноги, до того ж місця для ніг вистачало з надлишком, не був обділений комфортом і водій автомобіля з переднім пасажиром, оскільки сидіння водія було розташоване занадто низько, то і вал рульового колеса був встановлений, як у спортивних автомобілів того часу, тобто під досить гострим кутом, така посадка дозволяла з великим комфортом розташовуватися за кермом і менше втомлювала. Також фірма дбала про водія не тільки зручною посадкою, але і захисними чохлами за традицією кузовобудування того часу, захищеними дверима були тільки задні пасажири, а найманий водій сидів без бічного захисту, щоб не бруднити форму шофера і були встановлені щитки, що захищали його від каменів, пилу і бризок, які летіли з дороги. У Британії в цей рік змінюється дилер, ним стає Колін Дефрайс, господар компанії Colin Defries Company, через два роки він стане першим льотчиком, що вчинив політ в Австралії.

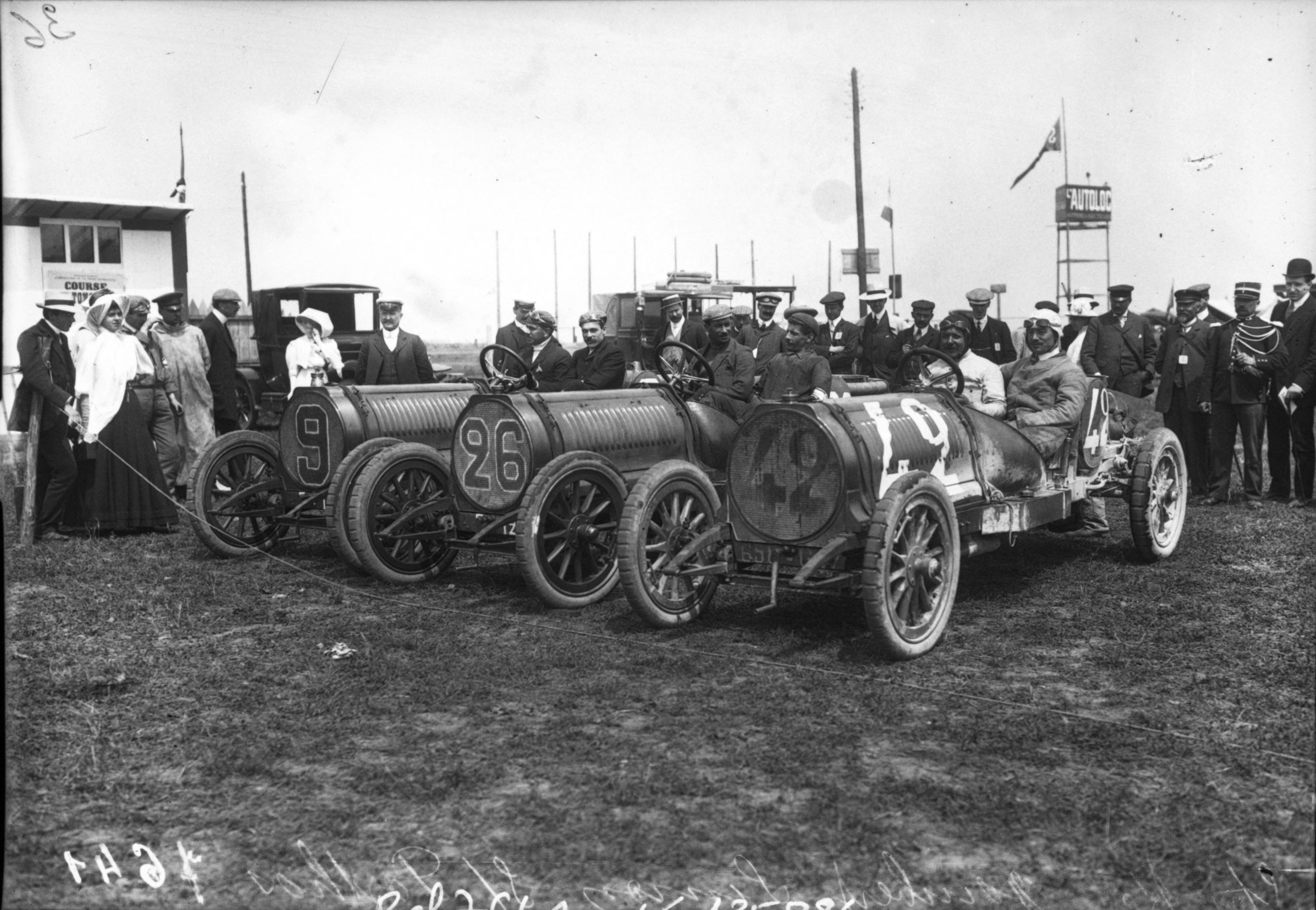
Страйкер, Гобер і Симон на автомобілях Porthos в липні 1908 року перед стартом в гонках біля Дьєппа

У 1908 році фірма знову виставила автомобілі на липневі гонки в Дьєппі, цього разу було побудовано три боліда з 9.1 л мотором, виступати на них послали Еміля Страйкера, а також двох Жюлів — Гобера і Симона. Але в черговий раз спортивна удача відвернулася від команди, Гобер зійшов вже на першому колі, а Симон — з другого, і обидва через одну і ту ж причину — поломку водяного насоса і перегріву мотора. Страйкер протримався до дев'ятого кола, але, пошкодивши колесо, довелося зійти з дистанції і спостерігати за ходом гонки і йому, що було подвійно прикро, оскільки до фінішу залишалося всього одне коло. На велике розчарування французів в той рік три перші місця зайняли німецькі автомобілі: перше — Крістіан Лаутеншлагер на «Mercedes», а друге і третє дісталися фірмі «Benz», але німецькими машинами цього бренду управляли французи — Віктор Емері і Рене Енріо.
Не змогли автомобілі проявити себе і в гонках на кубок Д'Евре, так само, як і швидкісному підняттю на пагорб Калвер, що недалеко від Трувіля. Інвестори, розчаровані в невдачах, відвертаються від фірми, компанія перебувала у тяжкому фінансовому становищі, оскільки спортивні авантюри коштували занадто дорого, а сенсу від них не було. Але тут раптом, не дивлячись на невдачі в автоспорті, фірмі бачиться світло в кінці темного тунелю — 3 листопада 1908 року Арман Фаркаш, будучи одним з директорів компанії, підписує фінансово вигідний контракт з лондонською таксофірмою The Reliance Taxi-Cab Company Limited, створеною в лютому 1908 року, про поставку восьмисот 4-циліндрових 14-сильних кебів за ціною в £300 за кожен екіпаж. Перші 60 кебів треба було поставити протягом першого семестру, а потім вже французи повинні були доставляти щомісяця на той берег Ла-Маншу по сорок кебів. Французи встигають поставити в Англію до кінця року всього 60 таксі-кебів, коли в листопаді 1909 року британська компанія оголосила про своє банкрутство. Не дивлячись на те, що Porthos отримав аванс у вигляді великої суми, свої умови вони не дотримали і зірвали умови договору, оскільки всі всі кошти були пущені на покриття боргів, а не на розширення виробничих потужностей, як планувалося. Більше того, Société Générale des Automobiles Porthos оголошує себе банкрутом буквально на наступний день після того, як про свою неспроможність озвучила англійська фірма, що була дочірнім підприємством компанії Romer Amalgamation Syndicate. Тут була провернута афера з відмиванням грошей, оскільки той же самий Арман Фаркаш складався в раді директорів як у французькій компанії, так і в британській. Romer вибрав постачальником автомобілів не французького Unic, що зарекомендував себе як виробника таксі-кебів, а фірму, яка ніколи в цій ніші і не спеціалізувалася.

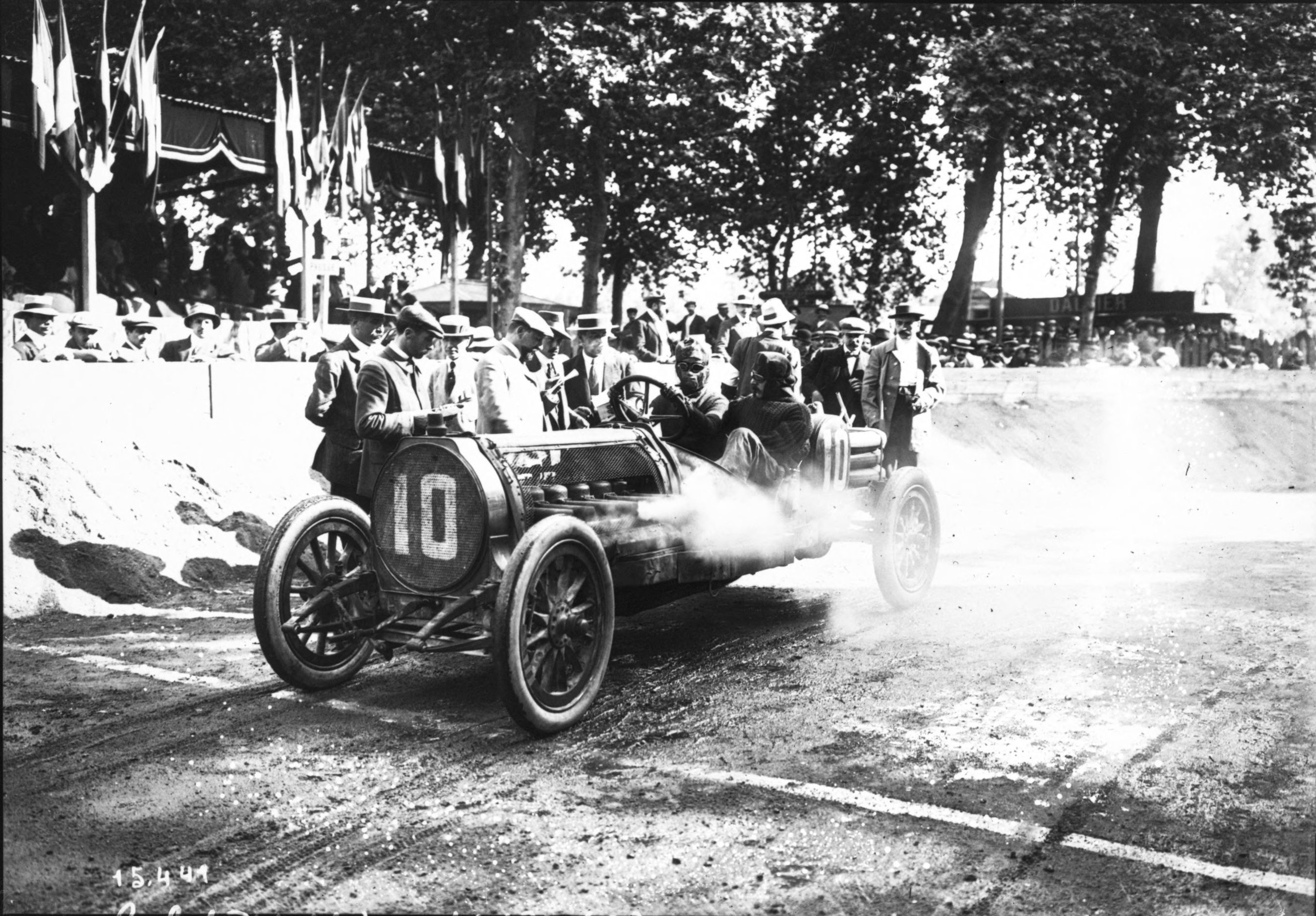
Гонщик на прізвище Ентоні за кермом автомобіля Porthos 1911 року на Гран-прі Франції, що проходив тоді в Ле-Мані

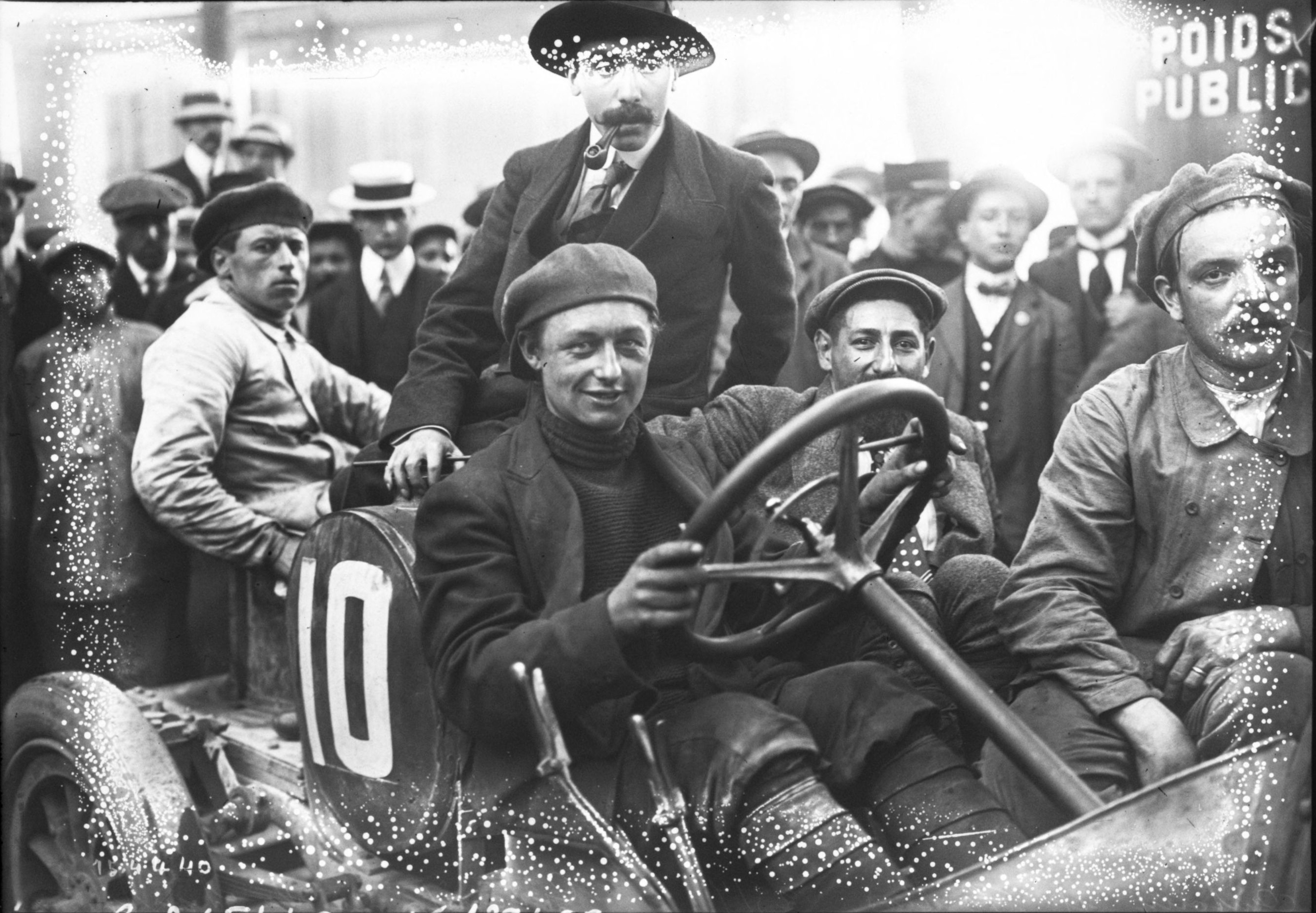
Ентоні за кермом автомобіля Porthos 1911 року на Гран-прі Франції

Все обладнання фірми було законсервовано на два роки, а в 1911 році Кліффер-Штар знову відроджує фірму Société Générale des Automobiles Porthos, модельний ряд складався тепер з нових моделей: 4-циліндрового 16/20CV з 3.2 л мотором; 6-циліндрових 20/25CV 4.8л і 30/40CV 6.8л, а також старого гравця — 24/30CV з 4-циліндровим 4.6-літровим двигуном. У 1911 році автомобільний клуб Сарта організував з дозволу Автомобільного клубу Франції спортивні заходи, що носили назву Grand Prix de France, відрізнялися вони тим, що мали регіональне значення, а не міжнародне, як Grand Prix de l'ACF. Ентоні вирішується виступати на автомобілі воскреслої марки в Ле-Мані, для гонок підготовляється 6-циліндровий автомобіль, проте вже на сорок третій хвилині після старту, тобто на першому колі, з ладу виходить один з блоків циліндрів, у підсумку гонщик сходить з траси, ледве почавши змагання, хоча Ентоні на той момент показував всього-лише десятий результат. Це були взагалі дивні змагання, з 14-екіпажів до фінішу прийшло всього три: італійський FIAT під управлінням Емері, німецький Bugatti Фрідеріха і французький Rolland-Pilain Габріеля, причому останні два гонщики фінішували з різницею в 10 хвилин один від одного, але практично на годину пізніше Емері, що прийшов першим.

## Припинення виробництва автомобілів. Закриття компанії
У 1914 році з'являється молодша модель 10CV з 2.0 л 4-циліндровим двигуном, машина повинна була стати рятівною, проте війна, що почалася в Європі, ставить хрест на підприємстві Кіффер-Штара, фірма вмирає вдруге, і цього разу вже не воскрешає.
Кіффер-Штар переїжджає в Бегген, відкриває там разом з сином Жаном Даніелем майстерню Atelier électro-mécanique Kieffer з виготовлення точних механічних та електричних приладів, де і пропрацював все життя до самої старості, запатентувавши при цьому не один винахід у сфері автомобільної електроніки, крім того в 1918 році запатентував він двигун, у якого випускний клапан був вбудований у впускний, однак застосування цей двигун в реальному житті не придбав. Помер творець автомобільної фірми в 1968 році. До нашого часу не дійшло жодного автомобіля цієї марки.

## Список автомобілів Porthos
- 1906 — Porthos 24/30CV
- 1907 — Porthos 50CV
  - Porthos 60CV
- 1908 — Porthos 14CV
- 1911 — Porthos 20/25CV
  - Porthos 30/40CV
- 1914 — Porthos 10CV